# Список заслуженных артистов Российской Федерации 1997 года
Ниже приведён полный список заслуженных артистов Российской Федерации (392 человека) получивших звание в 1997 году (жирным шрифтом выделены артисты, ставшие позднее народными артистами РФ).

## 22 января 1997 — Указ № 1997,0034[1]
- Абакарова Айшат Ярагиевна — Артистка Большого Московского государственного цирка на проспекте Вернадского
- Барский Валерий Михайлович — Солист оперы Московского государственного академического детского музыкального театра имени Н. И. Сац
- Бикулова Ирина Искандеровна — Солистка оперы Государственного академического Большого театра России, город Москва
- Гущин Олег Иванович — Артист Московского драматического театра имени Н. В. Гоголя
- Иванов Леонид Александрович — Артист Новосибирского государственного драматического театра «Старый дом»
- Иванова Татьяна Николаевна — Артистка Санкт-Петербургской киностудии «Ленфильм»
- Колобков Виктор Михайлович — Артист оркестра Государственного академического ансамбля народного танца под руководством Игоря Моисеева
- Кулько Олег Петрович — Солист оперы Государственного академического Большого театра России, город Москва
- Купряшкина Галина Сергеевна — Артистка хора Государственного академического русского народного хора имени М. Е. Пятницкого, город Москва
- Курумова Инесса Алимовна — Артистка Дагестанского республиканского Русского драматического театра имени М.Горького
- Куценко Сергей Филиппович — Артист Российского государственного академического театра драмы имени Ф. Г. Волкова, город Ярославль
- Левит Александр Николаевич — Артист Санкт-Петербургского государственного театра сатиры
- Матвеева Валентина Александровна — Солистка Петрозаводского музыкального театра, Республика Карелия
- Машлятин Лев Константинович — Художественный руководитель Московского детского театра теней
- Невзоров Борис Георгиевич — Артист Московского драматического театра имени К. С. Станиславского
- Океанов Марк Дмитриевич — Артист Государственного академического русского хора имени А. В. Свешникова, город Москва
- Олейник Наталья Анатольевна — Солистка Государственного академического русского народного хора имени М. Е. Пятницкого, город Москва
- Парфёнова Маргарита Викторовна — Концертмейстер Государственного академического ансамбля народного танца под руководством Игоря Моисеева
- Почапский Вячеслав Иванович — Солист оперы Государственного академического Большого театра России, город Москва
- Редькин Владимир Николаевич — Солист оперы Государственного академического Большого театра России, город Москва
- Смирнов Владимир Александрович — Артист Кировского областного драматического театра имени С. М. Кирова
- Смыслова Татьяна Николаевна — Солистка балета Государственного академического ансамбля народного танца под руководством Игоря Моисеева
- Соколов Станислав Александрович — Артист Санкт-Петербургской киностудии «Ленфильм»
- Терегулов Шамиль Ахмедович — Главный балетмейстер Государственного театра оперы и балета Республики Башкортостан, народный артист Башкирской АССР (1985)
- Терлоева (Дятел) Светлана Леонидовна — Солистка Государственного академического русского народного ансамбля «Россия», город Москва
- Цебеков Владимир Арашаевич — Музыкальный руководитель оркестра Государственного ансамбля танца Калмыкии «Ойраты»
- Щербаков Борис Фёдорович — Артист Ставропольского академического театра драмы имени М. Ю. Лермонтова
- Щербакова Елена Александровна — Педагог-репетитор Государственного академического ансамбля народного танца под руководством Игоря Моисеева
- Яганов Борис Иванович — Солист камерного ансамбля «Мадригал» Московской государственной филармонии
- Якубович Леонид Аркадьевич — Художественный руководитель, ведущий программы «Поле чудес» акционерного общества «Телекомпания ВИД», город Москва
- Янушкевич Михаил Борисович — Артист Московского драматического театра имени К. С. Станиславского

## 1 марта 1997 — Указ № 1997,0156[2]
- Калекина Лариса Викторовна, Старшина 1 статьи — Артистка балета ансамбля песни и пляски Тихоокеанского флота
- Малахов Алексей Сергеевич, Ефрейтор — Солист ансамбля песни и пляски Западной группы Пограничных войск Российской Федерации
- Саулов Сергей Анатольевич, Младший сержант — Концертмейстер ансамбля песни и пляски Дальневосточного пограничного округа
- Сидякина Валентина Ивановна — Солистка ансамбля песни и пляски Дальневосточного пограничного округа

## 16 апреля 1997 — Указ № 1997,0357[3]
- Андреева Зинаида Еливкериевна — Артистка Государственного академического Малого театра России, город Москва
- Бапинаев Зариф Абдул-Керимович — Артист Балкарского государственного драматического театра имени К.Кулиева, Кабардино-Балкарская Республика
- Баразбиев Исмаил Харунович — Артист, директор Балкарского государственного драматического театра имени К.Кулиева, Кабардино-Балкарская Республика
- Беда Алексей Ефимович — Солист Хабаровского краевого театра музыкальной комедии
- Бирюков Стуар Константинович — Артист Российской государственной цирковой компании, город Москва
- Бозян Юрий Суренович — Артист Российской государственной цирковой компании, город Москва
- Бородулина Татьяна Сергеевна — Лектор-музыковед Брянской областной филармонии
- Васильева Нина Николаевна — Артистка Псковской областной филармонии
- Воротников Александр Сергеевич — Солист балета, главный балетмейстер Московского театра балета классической хореографии
- Воротникова Людмила Петровна — Артистка Русского государственного драматического театра имени М.Горького, Кабардино-Балкарская Республика
- Гефеле Ирина Александровна — Солистка Тверской областной филармонии
- Гефеле Фридрих Фридрихович — Солист Тверской областной филармонии
- Горбенко Василий Алексеевич — Солист оркестра Государственной симфонической капеллы России, город Москва
- Дворжецкий Евгений Вацлавович — Артист Российского академического молодежного театра, город Москва
- Жегина Наталья Валентиновна — Доцент Академии славянской культуры, город Москва
- Жидкова (Монастырская) Ангелина Николаевна — Артистка Российской государственной цирковой компании, город Москва
- Захарьев Валерий Александрович — Артист Санкт-Петербургской киностудии «Ленфильм»
- Ивин Виталий Аркадьевич — Солист оперы Московского государственного академического детского музыкального театра имени Н. И. Сац
- Исаева Наталья Николаевна — Артистка Кировского областного драматического театра имени С. М. Кирова
- Корзинкина Ирина Викторовна — Диктор Главной дирекции программ Общероссийской радиостанции «Радио-1», город Москва
- Костюкова Валентина Борисовна — Артистка Русского государственного драматического театра имени М.Горького, Кабардино-Балкарская Республика
- Костюхин Виктор Николаевич — Артист оркестра Челябинского театра оперы и балета имени М. И. Глинки
- Кравченко Тамара Валентиновна — Аккомпаниатор-концертмейстер Большого детского хора творческо-производственного объединения детского и юношеского вещания «Рост» Всероссийской государственной телевизионной и радиовещательной компании, город Москва
- Кручина-Кипко Зоя Николаевна — Артистка Комсомольского-на-Амуре драматического театра, Хабаровский край
- Кутьмин Сергей Прокопьевич — Артист Тюменского государственного театра драмы и комедии
- Лащенков Эдуард Романович — Главный дирижёр оркестра Ростовского-на-Дону государственного цирка
- Лосев Сергей Васильевич — Артист Российского государственного академического Большого драматического театра имени Г. А. Товстоногова, город Санкт-Петербург
- Морозов Михаил Леонидович — Артист Российского государственного академического Большого драматического театра имени Г. А. Товстоногова, город Санкт-Петербург
- Мочалов Владимир Семёнович — Артист Кировского областного драматического театра имени С. М. Кирова
- Нестерова Наталья Борисовна — Артистка Санкт-Петербургского государственного театра «Балтийский Дом»
- Окунь Михаил Моисеевич — Артист Государственного камерного оркестра джазовой музыки под управлением О.Лундстрема, город Москва
- Панкратов-Чёрный Александр Васильевич — Кинорежиссёр-постановщик, город Москва
- Панов Николай Александрович — Артист Государственного камерного оркестра джазовой музыки под управлением О.Лундстрема, город Москва
- Петрова Галина Леонидовна — Артистка Московского театра «Современник»
- Петрова Ирина Николаевна — Артистка Российской государственной цирковой компании, город Москва
- Поваляев Борис Михайлович — Солист Московского государственного академического театра оперетты
- Прудовский Илья Ефимович — Диктор Главной дирекции программ Общероссийской радиостанции «Радио-1», город Москва
- Прытков Геннадий Николаевич — Артист Казанского русского Большого драматического театра имени В. И. Качалова, Республика Татарстан
- Расторгуев Николай Вячеславович — Солист группы «ЛЮБЭ», город Москва
- Романов Михаил Борисович — Артист Академического симфонического оркестра Санкт-Петербургской государственной филармонии имени Д. Д. Шостаковича
- Солдатенкова Нина Ивановна — Концертмейстер Государственного камерного музыкального театра «Санктъ-Петербургъ Опера»
- Степанов Николай Николаевич — Главный дирижёр Государственного академического русского народного ансамбля «Россия», город Москва
- Сулейманов Радик Хамзеевич — Концертмейстер группы флейт Академического симфонического оркестра Санкт-Петербургской государственной филармонии имени Д. Д. Шостаковича
- Филипенко Анатолий Леонтьевич — Солист Свердловского государственного академического театра музыкальной комедии
- Чернышов Владимир Дмитриевич — Артист Тверского государственного драматического театра
- Шортанова Алла Аскербиевна — Артистка балета Государственного академического ансамбля танца «Кабардинка», Кабардино-Балкарская Республика

## 6 мая 1997 — Указ № 1997,0453[4]
- Кудрявцев Борис Николаевич — Солист образцово-показательного оркестра внутренних войск
- Обидор Ольга Владимировна — Солистка ансамбля песни и пляски Сибирского военного округа
- Смагин Юрий Иванович — Дирижёр ансамбля песни и пляски Уральского военного округа

## 30 мая 1997 — Указ № 1997,0539[5]
- Амиго Юрий Владимирович — Артист Московского театра «Эрмитаж»
- Асадуллин Дамир Фахретдинович — Артист Большого Московского государственного цирка на проспекте Вернадского
- Барановский Борис Евгеньевич — Главный балетмейстер Московского государственного академического театра оперетты
- Беляев Сергей Васильевич — Артист Московского театра под руководством О.Табакова
- Беляева Светлана Петровна — Артистка балета национального ансамбля «Мэнго» Корякского автономного округа
- Бурмистров Александр Борисович — Артист Государственного академического центрального театра кукол имени С. В. Образцова, город Москва
- Бутенко Вячеслав Михайлович — Артист Государственного академического театра имени Моссовета, город Москва
- Ван-Ю-Ли Тинсан — Артист Российской государственной цирковой компании, город Москва
- Гайдар Надежда Александровна — Артистка Калининградского областного драматического театра
- Галицкая Татьяна Валентиновна — Преподаватель Академического музыкального училища при Московской государственной консерватории имени П. И. Чайковского
- Долганова Ирина Валерьевна — Артистка Нижегородского областного театра юного зрителя
- Загидуллина Елизавета Михайловна — Диктор Государственной телевизионной и радиовещательной компании «Татарстан», Республика Татарстан
- Яшвили (Иашвили) Марина Луарсабовна — Профессор Московской государственной консерватории имени П. И. Чайковского, народная артистка Грузинской ССР (1967)
- Исакова Людмила Ивановна — Артистка Ивановского областного драматического театра
- Киричук Татьяна Николаевна — Артистка Государственного академического русского хора имени А. В. Свешникова, город Москва
- Кожаев Александр Николаевич — Артист балета Государственного ансамбля танца России, город Москва
- Койфман Маркс Александрович — Художественный руководитель, артист театра кукол «Кузнечик» города Сарова Нижегородской области
- Коновалов Николай Павлович — Солист оперы Челябинского театра оперы и балета имени М. И. Глинки
- Кочерженко Виктор Иванович — Артист Российской государственной цирковой компании, город Москва
- Кузнецова Татьяна Борисовна — Артистка Санкт-Петербургского государственного академического драматического театра имени В. Ф. Комиссаржевской
- Кулешова Лидия Алексеевна — Артистка Государственного хора Калмыцкой государственной филармонии
- Левашёв Владимир Сергеевич — Артист Московского Нового драматического театра-студии
- Леви Любовь Максимовна — Артистка Иркутского областного театра кукол «Аистенок»
- Малков Александр Евстафьевич — Заведующий музыкальной частью Камчатского областного театра кукол
- Марчаковский Александр Иванович — Солист Государственного академического русского народного оркестра имени Н. П. Осипова, город Москва
- Мирохин Аркадий Владимирович — Артист Санкт-Петербургского государственного театра марионеток имени Е. С. Деммени
- Мишин Сергей Иванович — Солист Государственного оркестра солистов «Русские узоры» Московской областной филармонии
- Пантелеев Александр Алексеевич — Артист Московского драматического театра имени К. С. Станиславского
- Пономаренко Танина Ивановна — Артистка Российской государственной цирковой компании, город Москва
- Потапова Ирина Викторовна — Артистка Свердловского академического театра музыкальной комедии
- Пыжов Вячеслав Владимирович — Солист Государственного оркестра солистов «Русские узоры» Московской областной филармонии
- Рахленко Елена Александровна — Артистка Санкт-Петербургского государственного театра сатиры
- Савельева Марианна Владимировна — Преподаватель Академического музыкального училища при Московской государственной консерватории имени П. И. Чайковского
- Светлов Виктор Петрович — Солист концертного объединения «Эстрада» при Московском государственном концертном объединении «Москонцерт»
- Селифанов Александр Яковлевич — Артист Большого Московского государственного цирка на проспекте Вернадского
- Сидоренко Татьяна Ивановна — Артистка Московского театра на Таганке
- Сидорин Владимир Иванович — Артист Мордовского республиканского государственного театра кукол
- Сидоров Юрий Александрович — Преподаватель Российской академии музыки имени Гнесиных, город Москва
- Ситникова Лариса Викторовна — Артистка балета Государственного академического Северного русского народного хора, Архангельская область
- Тетерин Александр Леонидович — Доцент Магнитогорского государственного музыкально-педагогического института имени М. И. Глинки, Челябинская область
- Турчанинов Вячеслав Михайлович — Солист Московской областной филармонии
- Фазлеев Ринат Мулланурович — Артист Амурского государственного театра драмы и комедии
- Фокин Игорь Алексеевич — Артист Московского государственного театра «Ленком»
- Фриш Александр Владимирович — Артист товарищества «Московский цирк на Цветном бульваре»
- Харитонов (Генесин) Алексей Иванович — Артист Московской государственной филармонии
- Храмов Вячеслав Владимирович — Солист оперы Самарского государственного академического театра оперы и балета
- Черятников Виталий Степанович — Солист Хабаровского краевого театра музыкальной комедии
- Чирков Юрий Владимирович — Солист Воронежского государственного гастрольно-концертного объединения «Филармония»
- Чупров Борис Борисович — Артист концертного объединения «Эстрада» при Московском государственном концертном объединении «Москонцерт»
- Шаманов Алексей Иосифович — Артист муниципального театра кукол «Сказ» города Новоуральска Свердловской области
- Шмагин Пантелеймон Макарович — Артист балета национального ансамбля «Мэнго» Корякского автономного округа
- Шмаков Николай Михайлович — Солист Государственного Волжского русского народного хора, Самарская область
- Шугуров Геннадий Игоревич — Режиссёр-постановщик, артист Государственного театра кукол «Святая крепость» Ленинградской области
- Яганов Пётр Антонович — Артист балета ансамбля «Эчгатгынын» («Рассвет») Корякского автономного округа

## 14 июня 1997 — Указ № 1997,0583[6]
- Высочина Наталья Игоревна — Артистка балета Пермского государственного академического театра оперы и балета имени П. И. Чайковского

## 29 июля 1997 — Указ № 1997,0795[7]
- Артемьева Людмила Викторовна — Артистка Московского государственного театра «Ленком»
- Бабаева Екатерина Николаевна — Артистка Государственного академического центрального театра кукол имени С. В. Образцова, город Москва
- Бузылёв Дмитрий Михайлович — Артист кино и эстрады, город Москва
- Галицкий Владимир Петрович — Старший преподаватель Магнитогорского государственного музыкально-педагогического института имени М. И. Глинки, Челябинская область
- Головушкин, Сергей Михайлович — Артист Государственного академического русского хора имени А. В. Свешникова, город Москва
- Граббе Алексей Николаевич — Артист Московского театра на Таганке
- Громаков Иван Иванович — Художественный руководитель, директор Государственного казачьего ансамбля танца «Ставрополье», Ставропольский край
- Дамбаев Сергей Галсанович — Артист, балетмейстер-постановщик ансамбля танца народов Севера «Энер», Магаданская область
- Дёмин Андрей Авенирович — Второй концертмейстер группы виолончелей Академического Большого симфонического оркестра имени П. И. Чайковского, город Москва
- Дерегузова Татьяна Павловна — Артистка Камчатского театра драмы и комедии
- Дьяченко Валерий Анатольевич — Артист Санкт-Петербургского государственного театра юных зрителей имени А. А. Брянцева
- Ефременко Надежда Васильевна — Артистка Калужского государственного драматического театра
- Жибоедов Владимир Ильич — Солист Хабаровского краевого театра музыкальной комедии
- Загуляева Валентина Александровна — Артистка Удмуртского государственного драматического театра
- Иоанов Михаил Григорьевич — Артист Московского музыкально-драматического цыганского театра «Ромэн»
- Казначеев Сергей Михайлович — Солист вокального ансамбля под руководством В.Рыбина «Мужской камерный хор», город Москва
- Каллиопина Ольга Владимировна — Артистка балета Государственного академического хореографического ансамбля «Березка», город Москва
- Киселёв Виталий Семёнович — Артист Академического Большого симфонического оркестра имени П. И. Чайковского, город Москва
- Кифа Светлана Степановна — Артистка Санкт-Петербургского государственного театра «Буфф»
- Корякина Галина Михайловна — Артистка Государственного ансамбля танца России, город Москва
- Лещинер Яков Маркович — Заведующий кафедрой Воронежского государственного института искусств
- Любимов Алексей Борисович — Солист Московской государственной филармонии
- Лях Игорь Владимирович — Артист Творческого центра имени Вс. Мейерхольда, город Москва
- Мази Анжелина Гулермовна — Артистка Удмуртского государственного русского драматического театра имени В. Г. Короленко, народная артистка Удмуртской АССР (1987)
- Максимов Николай Семёнович — Художественный руководитель Ивановского областного драматического театра
- Мататов Николай Васильевич — Артист Государственного академического русского хора имени А. В. Свешникова, город Москва
- Михайлова-Авдеенко Валентина Ефимовна — Солистка товарищества "Российский центр «Играй, гармонь», Новосибирская область
- Монастырная Ирина Александровна — Солистка оперы Воронежского государственного театра оперы и балета
- Назаров Борис Владимирович — Артист Камерного хора Новосибирской государственной филармонии
- Никитков Леонид Алексеевич — Артист балета Государственного академического Сибирского русского народного хора, Новосибирская область
- Одарченко Елизавета Ивановна — Артистка Магнитогорского Нового экспериментального драматического театра
- Отиева Ирина Адольфовна — Солистка Московского концертного объединения «Эстрада» при Московском государственном концертном объединении «Москонцерт»
- Павлов Олег Борисович — Артист Лысьвенского драматического театра Пермской области
- Папыкин Александр Иванович — Артист Оренбургского государственного областного драматического театра имени М.Горького
- Пименов Валерий Николаевич — Солист Ивановского музыкального театра
- Полянская Майя Васильевна — Артистка Московского академического театра имени Вл. Маяковского
- Попов Анатолий Семёнович — Артист Иркутского областного театра кукол «Аистенок»
- Беспалова (Рачевская) Наталья Евгеньевна — Артистка Московского Нового драматического театра-студии
- Румянцев Юрий Яковлевич — Артист Московского драматического театра имени А. С. Пушкина
- Смирнов Владимир Иванович — Артист Рязанского государственного областного театра драмы
- Спириденков Геннадий Валентинович — Артист Санкт-Петербургского государственного театра миниатюр
- Старостин Владимир Андреевич — Артист Московского областного государственного драматического театра имени А. Н. Островского
- Стрижова Людмила Ивановна — Артистка Иркутского областного театра юного зрителя имени А.Вампилова
- Струков Валерий Викторович — Солист Государственного творческого объединения «Рапсодия» Московской областной филармонии
- Сумин Евгений Николаевич — Артист Калужского государственного драматического театра
- Тирская Любовь Васильевна — Артистка Димитровградского драматического театра Ульяновской области
- Тургель Александр Абрамович — Артист «Артагентства» Союза концертных деятелей Санкт-Петербурга
- Тушина Татьяна Михайловна — Артистка Государственного театра кукол «Святая крепость» Ленинградской области
- Филатова Светлана Алексеевна — Артистка Хабаровского краевого театра драмы
- Чабан Александр Васильевич — Артист Санкт-Петербургского государственного театра сатиры
- Шалашов Алексей Алексеевич — Концертмейстер группы вторых скрипок Академического Большого симфонического оркестра имени П. И. Чайковского, город Москва
- Шершнева Светлана Иосифовна — Артистка Государственного академического театра имени Моссовета, город Москва
- Щукина Татьяна Васильевна — Артистка Московского театра-центра имени М. Н. Ермоловой

## 2 августа 1997 — Указ № 1997,0818[8]
- Акинфеева Ольга Витальевна — Солистка балета Красноярского государственного театра оперы и балета
- Альтшулер Владимир Абрамович — Дирижёр Академического симфонического оркестра Санкт-Петербургской государственной филармонии имени Д. Д. Шостаковича
- Арлазоров Ян Маерович — Артист Московского концертного объединения «Эстрада» при Московском государственном концертном объединении «Москонцерт»
- Ашурина Надежда Алексеевна — Солистка Государственного гастрольно-концертного центра «Ивановоконцерт», Ивановская область
- Балашов Владимир Борисович — Артист Большого Московского государственного цирка на проспекте Вернадского
- Бекетова Валентина Алексеевна — Артистка Томского областного драматического театра
- Белова Наталья Константиновна — Артистка Государственного академического русского хора имени А. В. Свешникова, город Москва
- Ветрова Татьяна Вячеславовна — Солистка Государственного предприятия «Госконцерт», город Москва
- Гавриленко Вера Матвеевна — Солистка Рязанской областной филармонии
- Гантовский Эдуард Викторович — Художественный руководитель, главный дирижёр Калининградского областного духового оркестра
- Геращенко Валерий Михайлович — Артист Магнитогорского Нового экспериментального драматического театра, Челябинская область
- Головина Светлана Васильевна — Артистка Московского театра-центра имени М. Н. Ермоловой
- Дитяшев Олег Дмитриевич — Артист Государственного академического русского хора имени А. В. Свешникова, город Москва
- Ерасов Владимир Павлович — Артист Мурманского областного драматического театра
- Ескин Евгений Евгеньевич — Артист Большого Московского государственного цирка на проспекте Вернадского
- Журавель Виталий Сергеевич — Артист Большого Московского государственного цирка на проспекте Вернадского
- Зажигин Валерий Евгеньевич — Солист Московского концертно-филармонического объединения при Московском государственном концертном объединении «Москонцерт»
- Иванов Михаил Иванович — Артист Московского музыкально-драматического цыганского театра «Ромэн»
- Исплатовский Алексей Владимирович — Первый концертмейстер Российского государственного симфонического оркестра кинематографии, город Москва
- Колодкова Ольга Валентиновна — Артистка Государственного Рязанского русского народного хора
- Кондратов Алексей Евгеньевич — Солист трио «Реликт» Российской государственной концертной компании «Содружество», город Москва
- Кончаловский Максим Владимирович — Солист Московского концертно-филармонического объединения при Московском государственном концертном объединении «Москонцерт»
- Кравченко Валерий Трофимович — Преподаватель Камчатского областного музыкального училища, заслуженный работник культуры РСФСР (1988)
- Лёвушкин Валерий Владимирович — Художественный руководитель ансамбля пародии и музыкальной эксцентрики «БИМБОМ» при «Циркконцерте», город Москва
- Логунов Александр Ильич — Артист Челябинского театра юного зрителя
- Лунин Вячеслав Николаевич — Артист балета Государственного академического хореографического ансамбля «Березка», город Москва
- Майоров Андрей Михайлович — Артист Московского драматического театра имени А. С. Пушкина
- Максимочкин Юрий Евгеньевич — Артист Шадринского государственного драматического театра Курганской области
- Мартынов Александр Петрович — Солист Московской государственной филармонии
- Маштакова Анжелика Валерьевна — Солистка концертного объединения «Эстрада» при Московском государственном концертном объединении «Москонцерт»
- Милаева Елена Ильинична — Солистка вокального ансамбля «Бабье лето» ассоциации исполнительского искусства «Русская исполнительская школа», город Москва
- Милованов Леонид Петрович — Художественный руководитель, главный балетмейстер ансамбля танца «Казаки России» Липецкой государственной филармонии
- Моюнов Вячеслав Евгеньевич — Солист трио «Реликт» Российской государственной концертной компании «Содружество», город Москва
- Платонов Игорь Петрович — Артист Калининградского областного театра юного зрителя «Молодежный»
- Полозенко Анатолий Александрович — Балетмейстер ансамбля народной песни и танца Смоленского высшего училища-колледжа культуры и искусств имени М. В. Исаковского
- Романов Пётр Михайлович — Артист Удмуртского государственного драматического театра, Удмуртская Республика
- Селиванов Юрий Васильевич — Солист ансамбля «Русский дуэт» Московского государственного фольклорного центра «Русская песня»
- Сёмкин Владимир Петрович — Солист, дирижёр Российского государственного симфонического оркестра кинематографии, город Москва
- Синицкий Виталий Афанасьевич — Артист Тверского государственного драматического театра
- Сколышева Алла Ивановна — Артистка Смоленского областного государственного театра кукол
- Смирнова Светлана Викторовна — Солистка ансамбля «Русский дуэт» Московского государственного фольклорного центра «Русская песня»
- Соломатина (Смирнова) Нина Михайловна — Артистка Московского концертного объединения «Эстрада» при Московском государственном концертном объединении «Москонцерт»
- Стукалов Владимир Викторович — Артист Российского государственного экспериментального «Театра на Покровке», город Москва
- Султаниязов Мурад Азатович — Артист Санкт-Петербургского государственного театра «Буфф»
- Тумило-Денисович Валерий Павлович — Преподаватель Камчатского областного музыкального училища
- Феллер Владимир Рафаилович — Преподаватель Российской академии музыки имени Гнесиных. Руководитель концертного отдела Московского фонда сохранения культуры
- Чихачёв Геннадий Александрович — Художественный руководитель, артист Московского государственного детского музыкально-драматического театра под руководством Г.Чихачева
- Шефер Марина Александровна — Солистка балета Красноярского государственного театра оперы и балета
- Школа (Костюченкова) Татьяна Викторовна — Солистка ансамбля «Бабье лето» ассоциации исполнительского искусства «Русская исполнительская школа», город Москва
- Юрунов Виктор Иванович — Артист Государственного академического русского концертного оркестра «Боян», город Москва

## 6 августа 1997 — Указ № 1997,0832[9]
- Боровик Алексей Анатольевич, Подполковник — Начальник военно-оркестровой службы Северо-Кавказского округа внутренних войск

## 15 августа 1997 — Указ № 1997,0885[10]
- Южаков Владимир Иванович — Артист оркестра Военной академии бронетанковых войск имени Маршала Советского Союза Р. Я. Малиновского

## 25 августа 1997 — Указ № 1997,0937[11]
- Аверин Владимир Иванович — Артист Брянского областного театра юного зрителя
- Амалина Ольга Михайловна — Артистка Ивановского областного драматического театра
- Амбарцумян Левон Ашотович — Солист Московской государственной академической филармонии, заслуженный артист Армении (1988)
- Барановская Любовь Витальевна — Артистка Кемеровского областного театра кукол имени А.Гайдара
- Бессуднов Юрий Васильевич — Артист Государственной академической хоровой капеллы России имени А. А. Юрлова, город Москва
- Бобров Александр Евгеньевич — Артист, директор Смоленского камерного театра
- Борисов Виктор Алексеевич — Артист Московского театра на Юго-Западе
- Борисова Галина Алексеевна — Артистка Московского театра «У Никитских ворот»
- Бочкин Валерий Николаевич — Артист Санкт-Петербургского государственного детского драматического театра «На Неве»
- Бузинский Анатолий Сергеевич — Артист Тюменского государственного театра драмы и комедии
- Васильев Николай Александрович — Артист оркестра Государственной академической симфонической капеллы России, город Москва
- Вешкин Борис Фёдорович — Концертмейстер Дальневосточного симфонического оркестра, Хабаровский край
- Гибадуллин Дамир Хабибрахманович — Артист Большого Московского государственного цирка на проспекте Вернадского
- Гладышева Елена Ивановна — Артистка Воронежского академического театра драмы имени А. В. Кольцова
- Горбенко Татьяна Евгеньевна — Главный хормейстер Новосибирского театра музыкальной комедии
- Гриневич Георг Анатольевич — Артист Московского концертного объединения «Эстрада» при Московском государственном концертном объединении «Москонцерт»
- Гусев Владимир Валентинович — Артист Московского театра «Эрмитаж»
- Дроздов Николай Алексеевич — Артист ансамбля «Золотые купола», Ярославская область
- Дурова Тереза Ганнибаловна — Художественный руководитель Московского театра клоунады Терезы Дуровой
- Ефимов Алексей Иванович — Артист Смоленского областного государственного театра кукол
- Жованик Людмила Трофимовна — Хормейстер Московского государственного академического камерного хора
- Зелигер Перец Михайлович — Артист Дальневосточного симфонического оркестра Хабаровского края
- Зима Елизавета Корнеевна — Артистка Смоленского государственного экспериментального театра драмы
- Золотарёв Владимир Александрович — Артист Русского академического оркестра Государственной телерадиокомпании «Новосибирск», Новосибирская область
- Иванов Андрей Владимирович — Артист товарищества «Московский цирк на Цветном бульваре»
- Иванова Марина Геннадьевна — Артистка товарищества «Московский цирк на Цветном бульваре»
- Ионова (Абдуллаева) Лидия Васильевна — Артистка Российской государственной цирковой компании, город Москва
- Калинин Анатолий Егорович — Артист Российской государственной цирковой компании, город Москва
- Камбова Анна Мусабиковна — Артистка Большого Московского государственного цирка на проспекте Вернадского
- Карпов Николай Васильевич — Заведующий кафедрой Российской академии театрального искусства
- Карпова Екатерина Александровна — Артистка Орловского государственного академического театра имени И. С. Тургенева
- Колиниченко Антонина Николаевна — Артистка Тюменского государственного театра драмы и комедии
- Коляканова Наталья Борисовна — Артистка Московского театра «Школа драматического искусства»
- Котельникова Ирина Руфовна — Солистка оперы Пермского государственного академического театра оперы и балета имени П. И. Чайковского
- Коханова Татьяна Петровна — Главный балетмейстер руководителю балета Большого Московского государственного цирка на проспекте Вернадского
- Кочкаров Марат Хусеевич — Солист Государственного ансамбля «Эльбрус» Карачаево-Черкесской Республики
- Крамер Даниил Борисович — Солист Московского государственного концертного объединения «Москонцерт»
- Краснов Владимир Тимофеевич — Концертмейстер Ульяновского государственного академического симфонического оркестра Ульяновской областной филармонии
- Кудря Павел Александрович — Артист Большого Московского государственного цирка на проспекте Вернадского
- Лапузо Ольга Петровна — Хормейстер Государственной академической симфонической капеллы России, город Москва
- Лисициан Карина Павловна — Солистка Московской государственной академической филармонии, народная артистка Армянской ССР (1987)
- Лисициан Рузанна Павловна — Солистка Московской государственной академической филармонии, народная артистка Армянской ССР (1987)
- Лихобабин Сергей Павлович — Артист хора Магнитогорской государственной академической хоровой капеллы имени С. Г. Эйдинова, Челябинская область
- Малых Евгений Николаевич — Артист Русского академического оркестра Государственной телерадиокомпании «Новосибирск», Новосибирская область
- Мартемьянова Ирина Леонидовна — Артистка Смоленского камерного театра
- Мелентьева Татьяна Ивановна — Доцент Санкт-Петербургской государственной консерватории имени Н. А. Римского-Корсакова
- Мещангина Валентина Даниловна — Артистка Коми-Пермяцкого окружного драматического театра имени М.Горького
- Молодов Юрий Алексеевич — Солист Красноярского государственного театра музыкальной комедии
- Молоков Вячеслав Михайлович — Артист Московского театра-центра имени М. Н. Ермоловой
- Назарук Игорь Николаевич — Концертмейстер Российского государственного симфонического оркестра кинематографии, город Москва
- Орёл Владимир Васильевич — Артист Тюменского государственного театра драмы и комедии
- Павлов Владимир Всеволодович — Артист Московского театра-центра имени М. Н. Ермоловой
- Пантелеева Нина Фёдоровна — Артистка Саратовского областного театра юного зрителя
- Пелевина Наталья Александровна — Артистка Смоленского государственного областного театра кукол
- Петрова Татьяна Юрьевна — Преподаватель Российской академии музыки имени Гнесиных, город Москва
- Пигаев Валерий Петрович — Артист Приморского камерного театра
- Попазов Владимир Иванович — Артист Большого Московского государственного цирка на проспекте Вернадского
- Прищепова Ольга Павловна — Артистка Рязанского государственного областного театра для детей и молодежи
- Радюк Анатолий Семёнович — Художественный руководитель, главный балетмейстер Национального театра танца «Славяне», город Москва
- Ренард-Кио Иоланта Николаевна — Артистка Российской государственной цирковой компании, город Москва
- Рудакова Лариса Борисовна — Солистка оперы Государственного академического Большого театра России, город Москва
- Светлова (Неревяткина) Валентина Ильинична — Артистка Российского государственного экспериментального «Театра на Покровке», город Москва
- Селезнёв Алексей Николаевич — Преподаватель Академического музыкального училища при Московской государственной консерватории имени П. И. Чайковского
- Сивилькаева Наталья Юрьевна — Артистка Московского театра на Юго-Западе
- Силюк Юрий Фёдорович — Артист Русского академического оркестра Государственной телерадиокомпании «Новосибирск», Новосибирская область
- Скороходова Римма Григорьевна — Доцент Ростовской государственной консерватории имени С. В. Рахманинова
- Смоляков Геннадий Васильевич — Солист «Артагентства» Союза концертных деятелей Санкт-Петербурга
- Снегирёва Елена Константиновна — Артистка Ярославского государственного театра кукол
- Соколов-Беллонин Владимир Борисович — Артист Нижегородского областного театра драмы
- Солнцева Валентина Михайловна — Солистка Московской государственной академической филармонии
- Сорокин Александр Иванович — Солист Воронежского государственного гастрольно-концертного объединения «Филармония»
- Тусеев Виталий Иванович — Хормейстер Государственного академического русского хора имени А. В. Свешникова
- Ушкова Евгения Андреевна — Солистка оперы Московского государственного академического детского музыкального театра имени Н. И. Сац
- Фисейский Александр Владимирович — Солист Московской государственной академической филармонии
- Царёва Светлана Александровна — Артистка Кемеровского муниципального театра драмы и комедии для детей и молодежи «На Весенней»
- Чудаков Евгений Константинович — Артист Государственного академического Большого драматического театра имени Г. А. Товстоногова, город Санкт-Петербург
- Чупров Николай Евгеньевич — Артист Орловского государственного академического театра имени И. С. Тургенева
- Шарова Татьяна Павловна — Артистка хора Государственной академической симфонической капеллы России, город Москва
- Ячевский Дмитрий Кириллович — Артист Московского государственного драматического театра «Сфера».

## 25 августа 1997 — Указ № 1997,0939[12]
- Игнатова (Беляева) Марина Октябрьевна — Артистка Московского государственного театра «Ленком»
- Леонов Андрей Евгеньевич — Артист Московского государственного театра «Ленком»
- Мусаелян Ирина Борисовна — Хормейстер Московского государственного театра «Ленком»
- Рудницкий Сергей Анатольевич — Артист оркестра Московского государственного театра «Ленком»

## 19 ноября 1997 — Указ № 1997,1240[13]
- Агафонов Владимир Геннадьевич — Художественный руководитель ансамбля «Золотые купола» Ярославской области
- Алёхина Раиса Васильевна — Артистка Калининградского областного театра юного зрителя «Молодежный»
- Алиева Лариса Ракаевна — Солистка Карачаево-Черкесской республиканской филармонии
- Анзароков Чесик Магомедович — Солист оркестра народных инструментов «Русская удаль» концертного объединения Министерства культуры Республики Адыгея
- Багдасарян Рафаэль Оганесович — Солист оркестра Государственного академического Большого театра России, город Москва, заслуженный артист Армянской ССР (1979)
- Богелава Наталья Владимировна — Старший преподаватель Московской государственной консерватории имени П. И. Чайковского
- Брылёва Елена Петровна — Солистка оперы Государственного академического Большого театра России, город Москва
- Бугайцов Александр Николаевич — Артист товарищества «Московский цирк на Цветном бульваре»
- Гайков Владимир Михайлович — Артист Государственного симфонического оркестра Министерства культуры Республики Карелия
- Голованова Ирина Юрьевна — Артистка Смоленского государственного экспериментального театра драмы
- Голощапова Раиса Алексеевна — Диктор Государственной телерадиовещательной компании «Амур», Амурская область
- Гончарук Александр Анатольевич — Артист Омского областного театра юных зрителей имени ХХ-летия Ленинского комсомола
- Данзанов Аюша Бимбаевич — Солист Бурятского государственного ансамбля песни и танца «Байкал»
- Деметер Ольга Степановна — Солистка, преподаватель танца ансамбля «Гилори» при Московском цыганском культурно-просветительном обществе «Романо кхэр»
- Демченко Михаил Иванович — Заведующий кафедрой Московского государственного университета культуры
- Каган Александр Григорьевич — Артист «Артагентства» Союза концертных деятелей Санкт-Петербурга
- Капелько Людмила Ивановна — Артистка Сахалинского международного театрального центра имени А. П. Чехова
- Карпович Олег Иванович — Солист балета Омского государственного музыкального театра
- Козлов Виктор Викторович — Преподаватель Челябинского музыкально-педагогического колледжа имени П. И. Чайковского
- Кулешов Валерий Алексеевич — Солист Тверской областной филармонии
- Левин Анатолий Абрамович — Преподаватель Академического музыкального училища при Московской государственной консерватории имени П. И. Чайковского
- Легостаев Руслан Валентинович — Артист товарищества «Московский цирк на Цветном бульваре»
- Макаренко Александр Васильевич — Солист Челябинского государственного концертного объединения
- Малхасянц Юлиана Геннадьевна — Солистка балета Государственного академического Большого театра России, город Москва
- Мельниченко Людмила Александровна — Главный хормейстер Государственного академического ансамбля песни и пляски донских казаков Ростовской областной филармонии
- Миронов Борис Михайлович — Художественный руководитель творческой мастерской эстрадных вокалистов и инструменталистов Московского концертного объединения «Эстрада» при Московском государственном концертном объединении «Москонцерт»
- Мостицкий Валентин Анатольевич — Солист оперы Красноярского государственного театра оперы и балета
- Мостыканов Александр Валентинович — Доцент Астраханской государственной консерватории
- Назаров Владимир Александрович — Солист Оренбургской областной филармонии
- Неменова Раиса Дмитриевна — Солистка Московского концертного объединения «Эстрада» при Московском государственном концертном объединении «Москонцерт»
- Нестеренко Евгений Павлович — Солист оркестра Государственного академического Большого театра России, город Москва
- Нестеров Валерий Кузьмич — Режиссёр детской студии «Звонница» Дирекции детских и юношеских программ «Рост» Всероссийской государственной телевизионной и радиовещательной компании, город Москва
- Орешкин Юрий Васильевич — Солист камерного хора Челябинского государственного концертного объединения
- Парфёнов Юрий Васильевич — Артист Государственного камерного оркестра джазовой музыки под управлением О.Лундстрема, город Москва
- Полякова Светлана Алексеевна — Артистка Котласского драматического театра Архангельской области
- Попов Владимир Ильич — Концертмейстер джаз-оркестра муниципального киноконцертного центра К.Назаретова города Ростова-на-Дону
- Пяткина Ирина Михайловна — Солистка балета Государственного академического Большого театра России, город Москва
- Романов Вадим Валерьевич — Артист Российского государственного академического театра драмы имени Ф. Г. Волкова, город Ярославль
- Самойлов Александр Владимирович — Артист Московского областного государственного драматического театра имени А. Н. Островского
- Саруханов Игорь Арменович — Солист, музыкальный продюсер Российской ассоциации музыкальных продюсеров, город Москва
- Силаев Алексей Сергеевич — Концертмейстер Уральского академического филармонического оркестра Свердловской областной государственной филармонии
- Симонов Вячеслав Александрович — Хормейстер Камерного вокально-хорового коллектива Российского государственного музыкального центра телевидения и радиовещания, город Москва
- Соколова Марина Наумовна — Артистка Орловского государственного театра для детей и молодежи «Свободное пространство»
- Сорокин Павел Шамильевич — Дирижёр Академического симфонического оркестра Московской государственной академической филармонии
- Сорокин Сергей Сергеевич — Солист симфонического оркестра Общероссийской радиостанции «Радио-1», город Москва
- Степанов Алексей Иванович — Хормейстер Государственного академического Большого театра России, город Москва
- Степанян Римма Рубеновна — Концертмейстер оркестра Государственного академического Большого театра России, город Москва
- Суворова Татьяна Дмитриевна — Солистка центра «Музыка» Московского союза концертных деятелей
- Трибельгорн Александр Александрович — Артист Государственного академического театра драмы имени В.Савина Республики Коми
- Уткин Валерий Николаевич — Концертмейстер Ульяновского государственного академического симфонического оркестра областной филармонии
- Харисов Сергей Мениханович — Артист Амурского государственного театра драмы и комедии
- Хомяков Владимир Викторович — Солист Челябинского государственного концертного объединения
- Хохлов Михаил Сергеевич — Художественный руководитель, главный дирижёр камерного оркестра «Гнесинские виртуозы». Директор Московского музыкального лицея имени Гнесиных
- Цаба-Рябой Владимир Витальевич — Артист Хабаровского краевого театра юного зрителя
- Цискаридзе Николай Максимович — Солист балета Государственного академического Большого театра России, город Москва
- Цыганенко Ольга Владимировна — Артистка балета Краснодарского государственного театра оперетты
- Цырендоржиев Цыдендоржи Базарович — Артист Бурятского государственного академического театра драмы имени Хоца Намсараева
- Черных Павел Михайлович — Солист оперы Государственного академического Большого театра России, город Москва
- Штегман Игорь Павлович — Дирижёр Государственного симфонического оркестра под руководством В.Дударовой, город Москва
- Шумилкина Галина Викторовна — Солистка Тверской областной филармонии
- Юрченко Иван Михайлович — Артист Государственного камерного оркестра джазовой музыки под управлением О.Лундстрема, город Москва

## 16 декабря 1997 — Указ № 1997,1290[14]
- Байкова Людмила Евгеньевна — Солистка балета ансамбля песни и пляски Московского округа противовоздушной обороны
- Грязнов Сергей Геннадьевич, Подполковник — Начальник военно-оркестровой службы штаба Приволжского военного округа
- Имаев Ришат Гаитзянович, Подполковник — Старший преподаватель Московского военно-музыкального училища
- Халилов Александр Михайлович, Подполковник — Старший преподаватель Московского военно-музыкального училища